# Bryopa aligamenta
Bryopa aligamenta is een tweekleppigensoort uit de familie van de Clavagellidae. De wetenschappelijke naam van de soort is voor het eerst geldig gepubliceerd in 2005 door Morton.